# Миколаївка (Брониківська сільська громада)
Микола́ївка — село в Україні, у Звягельському районі Житомирської області. Населення становить 245 осіб.

## Історія
У 1906 році — Миколаївка Перша, колонія Романівецької волості Новоград-Волинського повіту Волинської губернії. Відстань від повітового міста 20 верст, від волості 10. Дворів 34, мешканців 281.
У 1940—58 роках — адміністративний центр Миколаївської сільської ради.

## Населення

### Мова
Розподіл населення за рідною мовою за даними перепису 2001 року:
| Мова       | Кількість | Відсоток |
| ---------- | --------- | -------- |
| українська | 243       | 99.18%   |
| російська  | 1         | 0.41%    |
| польська   | 1         | 0.41%    |
| Усього     | 245       | 100%     |